# Pine Ridge, South Dakota
Pine Ridge är en ort i Oglala Lakota County i delstaten South Dakota, USA. Den ligger inom indianreservatet Pine Ridge.